# 116 км (пост)
Пост 116 км — колійний пост Конотопської дирекції залізничних перевезень Південно-Західної залізниці. Код поста в ЄМР 327010. Код Експрес 2200461.
Розташований на лінії Бахмач-Гомельський —Хоробичі між станціями Камка (7 км) та Городня (4 км). Відстань до Хоробичів — 20 км, до Бахмача-Гомельського — 115 км.
Вантажні та пасажирські операції не здійснюються.